# Valla de Melilla
La valla de Melilla es una barrera física situada en los límites de la ciudad española de Melilla con Marruecos, en el norte de África y en territorio español. Su propósito es dificultar o impedir la entrada de inmigrantes. Aunque anteriormente existía una alambrada, instalada en 1971 debido a un brote de cólera en Marruecos, la valla actualmente existente comenzó a construirse en 1998 durante el primer mandato de José María Aznar.
Las concertinas fueron instaladas en 2005 durante el gobierno de José Luis Rodríguez Zapatero. Se retiraron el 2007 y se volvieron a colocar el 2013. En junio de 2020 fueron reemplazas por una estructura de barrotes.
La frontera de Melilla, junto con la de Ceuta, son las dos únicas fronteras terrestres de la Unión Europea en África.

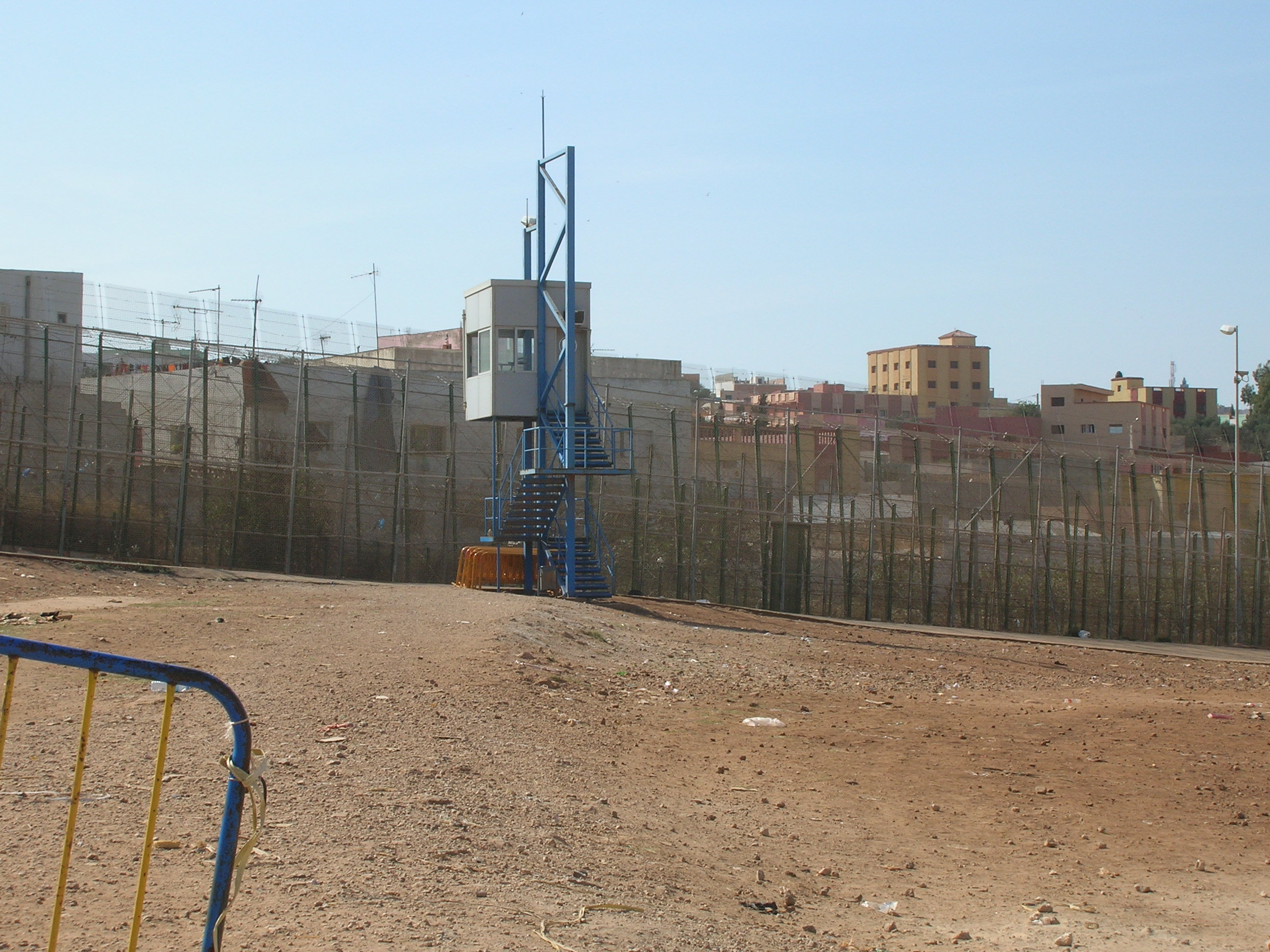
Puesto de guardia en la valla de Melilla.

## Historia
Previamente a su construcción, tal como la conocemos hoy, ya existía una de 1971 construida debido a un brote de cólera en suelo marroquí. La valla tal y como se la conoce hoy comenzó a levantarse en 1998, impulsada por el Gobierno de José María Aznar, primero como una sola valla y finalmente como dos vallas paralelas de tres metros de altura, Consiste en 12 km de dos vallas paralelas de 6 metros de altura con alambres de púas encima. Existen puestos alternados de vigilancia y caminos entre las vallas para el paso de vehículos de vigilancia. Cables bajo el suelo conectan una red de sensores electrónicos de ruido y movimiento. Está equipada con luces de alta intensidad y videocámaras de vigilancia, así como equipos de visión nocturna. Su altura se ha doblado a 12 metros debido a la crisis de inmigrantes en masa en septiembre y noviembre del 2005 provenientes del cercano campamento del monte Gurugú.
Los intentos de treparla se ven frustrados por las características retráctiles de su parte final. Entre la primera y la segunda existe un entramado a modo de tela de araña con cable de acero sin elementos cortantes, que ralentiza la maniobrabilidad.
Incorpora sensores de presencia, cámaras automáticas y toda la información se centraliza en un punto de gestión. Supone un ahorro de personal de vigilancia que ronda el 50%.
En 2013 y 2014 se colocó una malla metálica en la que no se pueden introducir los dedos para trepar. También se incorporó al equipo de vigilancia de la Guardia Civil un segundo helicóptero y el primero se equipó con una cámara térmica y un foco para vigilar durante la noche el territorio marroquí. Dos Módulos de Intervención Rápida de la Guardia Civil se ocupan de repeler los asaltos.

### Cuchillas

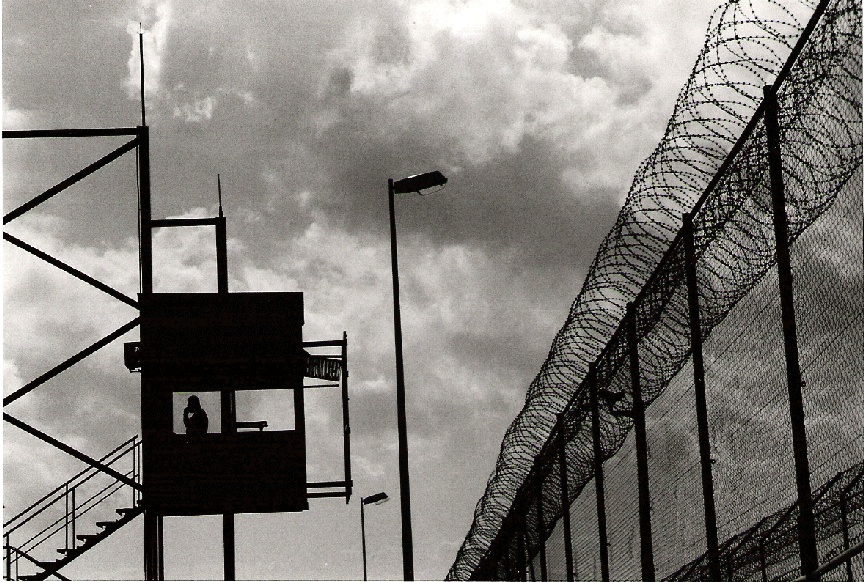
Valla de Melilla, puesto de guardia y concertinas el 2006. Para entrar a la ciudad autónoma, los migrantes muchas veces saltan las vallas.

En 2005, durante el Gobierno de José Luis Rodríguez Zapatero se instalaron en la parte superior de la valla las concertinas, alambres con cuchillas que provocaban profundos cortes en las manos y piernas de quienes intentaban saltar. Tras las denuncias de distintas personas y colectivos, y tras demostrarse que causaban importantes lesiones, el Gobierno se comprometió a quitarlas en 2006. Fueron retiradas en 2007 y sustituidas por una sirga tridimensional.
En 2013, el Ministerio del Interior Jorge Fernández Díaz volvió a colocar cuchillas en los alambres de la parte alta de la verja a lo largo de un tercio de su recorrido.
En junio de 2020 las concertinas fueron reemplazadas por una estructura semicircular de barrotes.

## Saltos
La esperanza de un futuro mejor atrae cada año a cientos de subsaharianos a las proximidades de la valla con el objetivo de saltarla y entrar así en España. Los que consiguen hacerlo tienen derecho, según la legislación española, a ser acogidos temporalmente en un Centro de Estancia Temporal para Inmigrantes (CETI), donde se les proporciona un techo y tres comidas al día. Pueden también circular libremente por Melilla mientras se tramita por vía administrativa su procedimiento de expulsión por situación administrativa irregular. Una parte de ellos son trasladados a la península para su ingreso en los Centros de Internamiento de Extranjeros (CIE), situados en ciudades como Madrid, Barcelona, Murcia, etc., donde estarán retenidos durante un período máximo de 60 días, tras los cuales serán deportados a sus países de origen si se completó el procedimiento, o en caso contrario quedarán en libertad.

### 2005
En octubre del 2005, más de 700 inmigrantes subsaharianos intentaron entrar en territorio español desde la frontera marroquí. Muchos de ellos fueron tiroteados por el personal de vigilancia marroquí. Decenas de personas fueron deportadas desde los alrededores de la valla y fueron abandonadas en el desierto.
Diversas organizaciones de la sociedad civil como APDHA denunciaron lo ocurrido sin ningún tipo de respuesta por las autoridades marroquíes ni españolas al respecto.

### 2006
Amnistía Internacional y Médicos sin fronteras han acusado al Gobierno de Marruecos de abandonar a centenares de refugiados en el desierto del Sahara sin comida y sin agua en 2006.

### 2008
Tras el temporal que sacudió a Melilla en octubre de 2008, unas 65 personas intentaron traspasar la valla, 45 lo consiguieron
Aprovechando los desperfectos que sufrió la alambrada tras las inundaciones de finales de octubre, más de 200 personas realizaron dos asaltos masivos, repelidos por las policías española y marroquí y la Guardia Civil con material antidisturbios y gases lacrimógenos.

### 2010
El tres de julio murieron tres personas al intentar pasar. Dos de ellas en el lado marroquí y una del lado español.
Siete personas saltaron en octubre de 2010

### 2011
Cuatro personas lograron saltar la valla en julio de 2011 tras varios meses sin registrarse ningún intento.
En octubre otra persona consiguió pasar.

### 2012

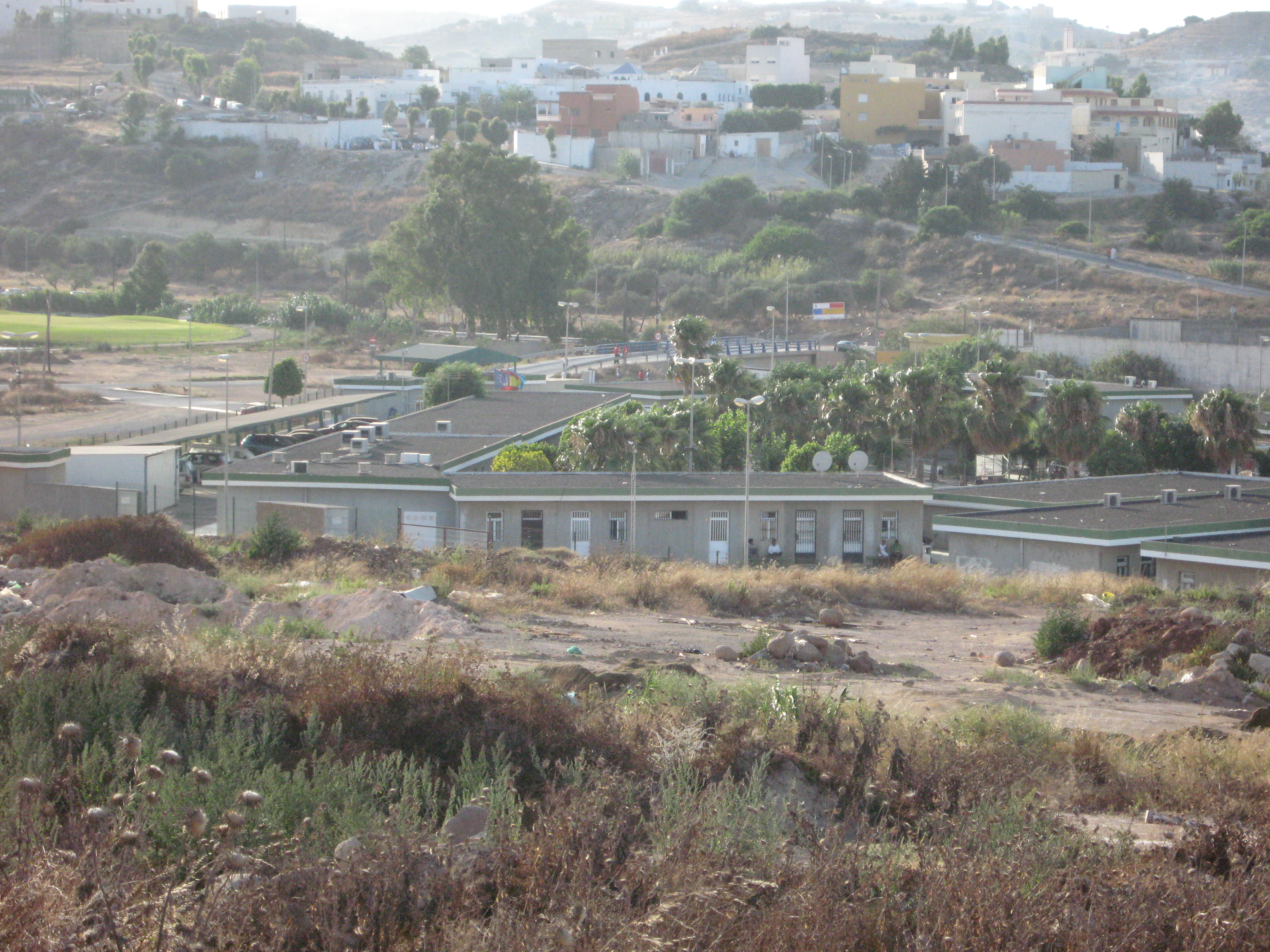
CETI.

Treinta personas pasaron la doble valla en agosto de 2012 en dos intentos coordinados en la misma noche (aproximadamente 70 y 80 personas cada uno). Los treinta que llegaron a territorio español fueron ingresados en el Centro de Estancia Temporal de Inmigrantes (CETI) dependiente del Imserso.
Cuatro días más tarde otro grupo de alrededor de 450 personas realizó otro intento masivo para saltar la valla y unas 60 lo consiguieron. La Delegación del Gobierno en Melilla informó que todos ellos serán detenidos y se les aplicará la ley de extranjería y serán internados en el Centro de Estancia Temporal de Inmigrantes (CETI) que llegará a los 720 internos.
El 2 de septiembre hubo un intento fallido de 60 personas y otras 70 personas consiguieron acceder a la isla de Tierra, en el archipiélago de Alhucemas, de soberanía española. El 3 de septiembre, 160 lo intentaron de nuevo aunque sólo entre 5 y diez consiguieron llegar al otro lado. Ante el aumento de intentos de salto, se trasladaron a Melilla en agosto agentes del Grupo de Reserva de Seguridad (GRS) de la Guardia Civil, dedicados al control de masas.
EL 21 de septiembre, cruzaron entre 20 y 30 personas de un total de 150 que lo intentaron.

### 2013
En abril de 2013, un grupo de unas 200 personas intentó saltar la valla y alrededor de 50 lo consiguieron.
En junio de 2013, un grupo de unas 300 personas intentó saltar la valla y alrededor de 100 lo consiguieron.
En julio de 2013, un grupo de unas 100 personas intentó saltar la valla y alrededor de 40 lo consiguieron. Tres periodistas fueron detenidos cuando estaban cubriendo la noticia.
En noviembre de 2013 un grupo de entre 150 y 200 personas consiguió pasar a Melilla a través de la valla. Una persona falleció al caer de lo alto de la valla durante el salto.
En diciembre de 2013 un grupo de unas 100 personas intentaron saltar la valla pero lo impidió la actuación de la Guardia Civil.

### 2014
Entre enero y febrero de 2014, más de 4000 personas intentaron saltar la valla y unas 600 lo consiguieron.
Ante las devoluciones irregulares que la Guardia Civil realiza en la valla, diversas organizaciones sociales agrupadas en Migreurop solicitan el fin a las devoluciones sumarias y el respeto a la legislación nacional , europea e internacional.

### 2018
En 21 de octubre, 209 personas saltaron la valla, pero 55 fueron expulsados posteriormente.
En total, aproximadamente 64.120 personas cruzaron la frontera y llegaron a España.

### 2019
Más de 2400 inmigrantes entraron en Melilla de manera irregular en los primeros 7 meses del año.
En total, la cifra de entrada de inmigrantes ilegales en 2019 fue de 33.261 personas.

### 2022
El 24 de junio se produjo la Tragedia de la valla de Melilla, cuando un asalto se saldo con 23 muertos según las cifras oficiales, el mayor número en la historia.